# Lopud
Koordinati:   42°41′02″N, 17°57′04″E
Lopud je eden od hrvaških otokov v Jadranskem morju, ki jih glede na geografsko lokacijo uvrščamo med Južnodalmatinske otoke.

## Geografija
Lopud, na katerem stoji svetilnik, se nahaja v skupini Elafitskih otokov, severozahodno od Dubrovnika. Od otoka Šipana ga deli preliv Lopudska vrata, od Koločepa pa Koločepska vrata.  Na otoku je manjše pristanišče v istoimenskem naselju. Površina otoka meri 4,63 km². Dolžina obalnega pasu je 14,63 km. Najvišji vrh je  216 mnm visoka Polačica, ki se strmo spušča proti morski obali, zaradi tega je ta del obale težko dostopen. Po sredini otoka poteka rodovitna ravnina, in ker so na otoku izviri vode, so tu nasadi z oljkami, vinogradi in sadovnjaki.
Na Lopudu so dobri pogoji za razvoj turizma, ki jih nudijo ugodne klimatske razmere, saj je letno preko 2590 sončnih ur, raste  bujno mediteransko rastlinje in ugodne prometne povetave z bližnjim Dubrovnikom. Na otoku sta dva zaliva: na severozahodu leži Lopud, na jugovzhodu otoka pa zaliv Šunj z lepimi peščenimi plaža mi in zavarovan pred vsemi vetrovi, razen pred jugom, ki mu je povsem izpostavljen. Edino naselje Lopud leži na notranji strani zaliva Lopud. Za zaliv Lopud velja, da je največji in najlepši na otoku. Ob njem so se razvilo pomembno turistično in kopališko mesto.
Iz pomorske karte je razvidno, da svetilnik, ki stoji na koncu kolenastega valobrana v pristanišču oddaja svetlobni sgnal: R Bl 3s.

## Zgodovina
Otok je bil poselje že v antiki. V antični Grčiji se je imenoval Delophodia, v rimskih časih pa Lafota. V 11. stoletju pa je prišel v posest Dubrovniške republike, od leta 1457 dalje je bil na otoku sedež kneževine. V 15. stoletju so se na otoku naselili begunci, ki so bežali pred Turki.